# Wspólnota administracyjna Rund um den Auersberg
Wspólnota administracyjna Rund um den Auersberg (niem. Verwaltungsgemeinschaft Rund um den Auersberg) – wspólnota administracyjna w Niemczech, w kraju związkowym Saksonia, w okręgu administracyjnym Chemnitz, w powiecie Zwickau. Siedziba wspólnoty znajduje się w mieście Lichtenstein/Sa.
Wspólnota administracyjna zrzesza jedną gminę miejską oraz dwie gminy wiejskie: 
- Bernsdorf
- Lichtenstein/Sa.
- St. Egidien